# 全联盟共产党（布尔什维克）第十七次代表大会
全联盟共产党（布尔什维克）第十七次代表大会（俄语：XVII съезд Всесою́зной коммунисти́ческой па́ртии (большевико́в)），简称联共（布）十七大（XVII съезд ВКП(б)），于1934年1月26日至2月10日在莫斯科大克里姆林宫召开。此次大会有1225名投票代表和736名观察席位的代表参加，代表了1872488名党员和935298名候补党员。

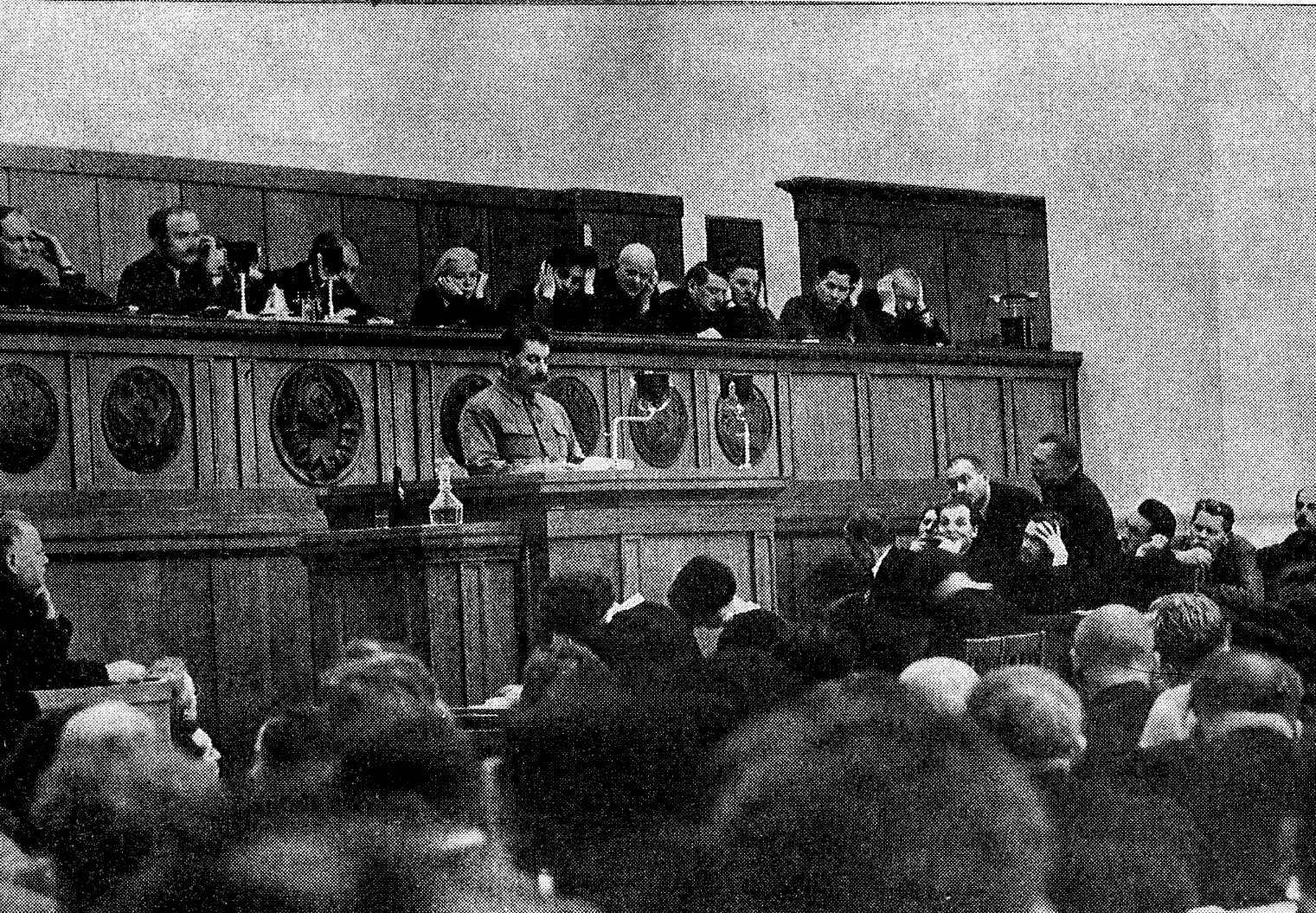
斯大林作报告

由于第一次五年计划的成功，此次大会外号为“胜利者的大会”（Съезд победителей）。
大会主要讨论了苏联中央委员会的中央总结报告、中央检查委员会、中央监察委员会--工农检查院以及联共(布)驻共产国际执行委员会代表团的总结报告。总结报告认为苏联已经成为了工农业强国。同时大会对苏联的第一个五年计划的完成情况进行了总结，并讨论确定了第2个五年计划。大会号召加强思想工作，提出要彻底消灭“资本主义成份和产生人剥削人的因素”，并对国民经济实行技术改造，培养干部，掌握技术。大会还通过了新的党章。此次大會召開期間，工农检查院被撤銷。
大会选出了由71名委员和68名候补委员组成的中央委员会。大会还选出了由70人组成的苏维埃监察委员会和61人组成的党监察委员会以及由22人组成的中央检查委员会。
有人說斯大林是各个领域的杰出天才。不過此次大会也是最后一次苏联共产党党内存在秘密反对斯大林的大会。此次大会期间，一些人找到基洛夫希望他能取代斯大林成为蘇聯共產黨的领导人，但是基洛夫拒绝此提议，并将相關谈话內容透露給斯大林。1934年的中央委員會選舉中，基洛夫得到最少的反對票3票，同時斯大林得到最多的292張反對票。政治局委員卡冈诺维奇下令將選票銷毀，宣布斯大林和基洛夫並列得到3張反對票。斯大林得以繼任總書記，而基洛夫任政治局委員、黨中央書記、中央組織局成員。斯大林曾建議基洛夫到莫斯科工作，基洛夫沒有同意。
尼基塔·赫鲁晓夫在苏联共产党第二十次代表大会上表示，全联盟共产党（布尔什维克）第十七次代表大会选出的139名中央委员会委员和候補委員中，有98人後來被逮捕和枪决，比例達到70％。同時第十七次代表大会上有資格參加投票或有資格提供建議的1,966名代表中，有1,108人後來因反革命罪被捕。